# Polta
Polta (rusky Полта) je řeka v Archangelské oblasti v Rusku. Je dlouhá 168 km. Plocha povodí měří 1700 km².

## Průběh toku
Pramení na Bělomořskokulojské planině. Ústí zleva do Kuloje (úmoří Bílého moře).

## Vodní režim
Zdrojem vody jsou sněhové a dešťové srážky.